# Vispop (bokserie)
Vispop är en serie sångböcker framställda av Ingemar Hahne. Böckerna är främst avsedda som skolsångböcker för den svenska grundskolans årskurser 3(4)-9, men som blivit mycket populära även utanför skolvärlden.[källa behövs] Den första boken utkom 1978 och den sextonde delen kom ut 2010.
De första böckerna gavs ut av förlaget Intersong fram till 2002 då Warner/Chappell Music Scandinavia började ge ut böckerna innan Notfabriken tog över utgivningen samma år.
Innehållet i de olika böckerna varierar en aning mellan olika upplagor, särskilt vad gäller de första delarna. Dessutom är numera del 1-3, 4-6, 7-9 respektive 10-12 ihopbakade i samlingsvolymer där vissa låtar har plockats bort.[källa behövs]

## Böcker
| - 1978 – Vispop 1 - 1979 – Vispop 2 - 1980 – Vispop Orgel 1 - 1982 – Vispop 3 - 1984 – Vispop 4 - 1987 – Vispop 5 - 1989 – Vispop 6 - 1992 – Vispop 7 - 1994 – Vispop 8 - 1996 – Vispop 9 - 1998 – Vispop 1-3 - 1998 – Vispop 10 | - 1999 – Vispop 4-6 - 2000 – Vispop 11 - 2001 – Vispop 7-9 - 2001 – Vispop Piano - 2002 – Vispop 12 - 2004 – Vispop 13 - 2005 – Vispop 10-12 - 2006 – Vispop 14 - 2006 – Vispop Pocket - 2008 – Vispop 15 - 2010 – Vispop 16 - 2013 – Vispop Guld |